# Caitlin Wachs
Caitlin Elizabeth Wachs (Eugene, 15 maart 1989) is een Amerikaans actrice.
Wachs werd geboren als dochter van Allan en Patrice Wachs. In 2000 kreeg ze een broer, Whitman. Als baby en kind was ze voornamelijk in soapseries te zien. Later kreeg ze ook rollen in andere televisieseries en was ze in verschillende films te zien.

## Filmografie
- Bibliothèque nationale de France: cb14488823v (data)
- International Standard Name Identifier: 0000 0001 1472 266X
- Library of Congress Control Number: no2003042365
- Nationale Bibliotheek van Israël: 987007457365605171
- Nederlandse Thesaurus van Auteursnamen: 298619342
- Virtual International Authority File: 49451582
- WorldCat: E39PBJt8gtFqQBK43Vb6vVkhpP